# Lǎo Mò de dì èr ge chūntiān
Lǎo Mò de dì èr ge chūntiān é um filme de drama taiwanês de 1984 dirigido e escrito por You-ning Lee e Wu Nien-jen. Foi selecionado como representante de Taiwan à edição do Oscar 1985, organizada pela Academia de Artes e Ciências Cinematográficas.

## Elenco
- Yueh Sun - Lao Mo
- Chun-fang Chang - Yumei